# Berezin B-20
Pour les articles homonymes, voir Berezine.
Le Berezin B-20 (Березин Б-20) est un canon automatique de calibre 20 mm utilisé par les avions soviétiques durant la Seconde Guerre mondiale.

## Développement
Le B-20 est créé par M.E. Berezin en 1944, en chambrant sa mitrailleuse Berezin UB pour les munitions de 20 mm utilisées par le ShVAK. Aucun autre changement n'est fait sur l'arme, qui est à rechargement pneumatique ou mécanique, et disponible en version synchronisée ou désynchronisée. En 1946, une version à tir électrique est créée pour les tourelles du bombardier Tupolev Tu-4, avant son remplacement par le Nudelman-Rikhter NR-23. Le B-20 est un remplaçant de choix pour le ShVAK, car bien plus léger (25 kg contre les 40 kg du ShVAK) sans rien sacrifier à la cadence ni à la puissance.

## Sources
- (en) Cet article est partiellement ou en totalité issu de l’article de Wikipédia en anglais intitulé « Berezin B-20 » (voir la liste des auteurs).